# David L. Boren

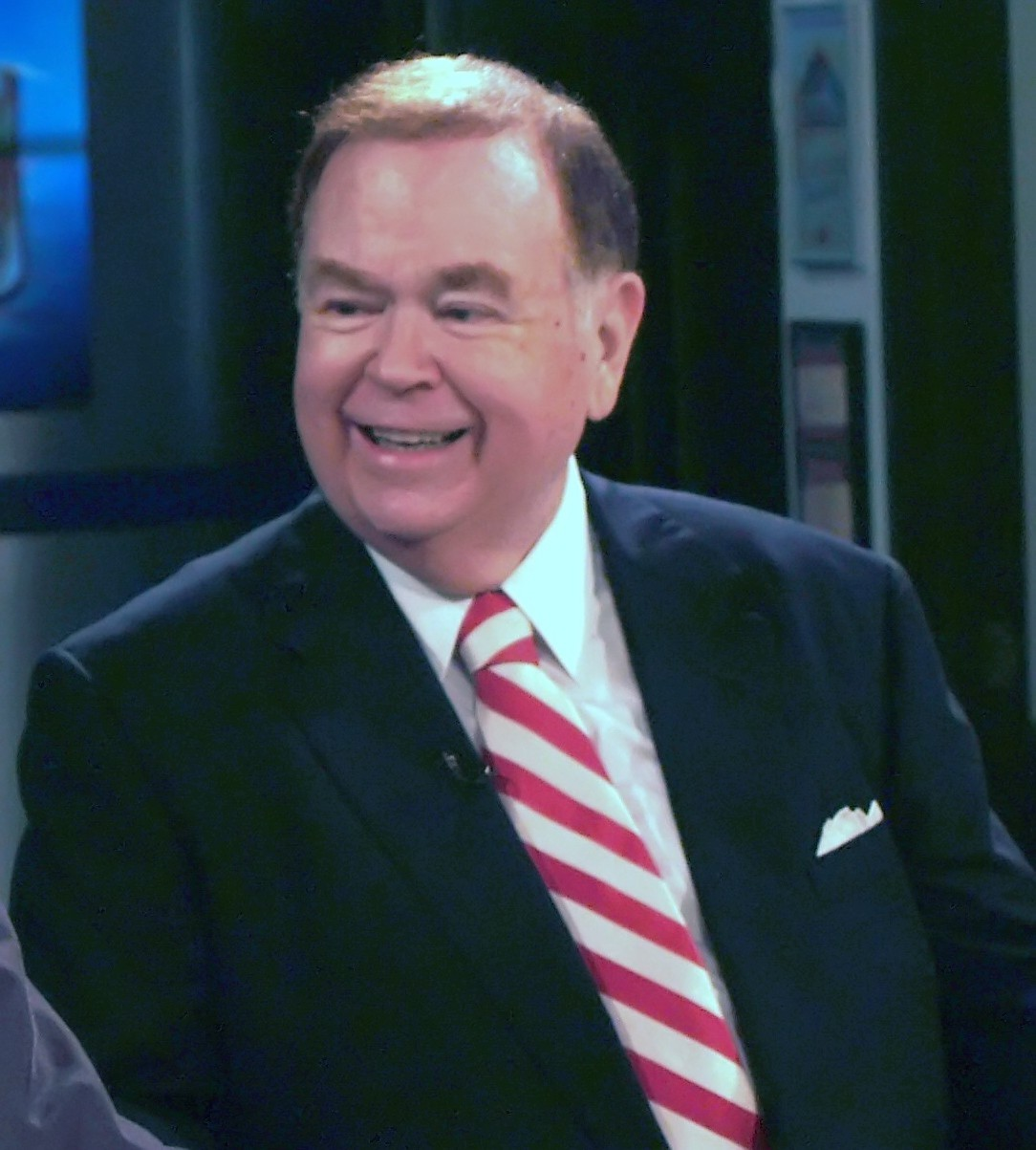
David Boren

David Lyle Boren (* 21. April 1941 in Washington, D.C.; † 20. Februar 2025 in Norman, Oklahoma) war ein US-amerikanischer Politiker der Demokratischen Partei. Er war von 1975 bis 1979 der 21. Gouverneur von Oklahoma und von 1979 bis 1994 der bislang letzte demokratische US-Senator für diesen Bundesstaat.

## Frühe Jahre und politischer Aufstieg
David Boren, der Sohn des Kongressabgeordneten Lyle Boren, besuchte zunächst die öffentlichen Schulen in Seminole (Oklahoma) und in Bethesda (Maryland). Anschließend absolvierte er bis 1963 die Yale University. Danach setzte er seine Ausbildung an der University of Oxford in England fort. Mit einem Jurastudium an der University of Oklahoma beendete er im Jahr 1968 seine Ausbildung. Danach arbeitete er als Rechtsanwalt in Seminole.
Zwischen 1968 und 1974 war er in der Nationalgarde von Oklahoma, in der er es bis zum Hauptmann brachte. Zwischen 1967 und 1975 war er auch Abgeordneter im Repräsentantenhaus von Oklahoma. Im Jahr 1974 wurde er als Kandidat seiner Partei zum neuen Gouverneur seines Staates gewählt.

## Gouverneur und Senator
David Boren trat sein neues Amt am 13. Januar 1975 an. Als Gouverneur förderte er vor allem die Bildungspolitik in Oklahoma. Er setzte sich ebenfalls für die Verbesserung der ärztlichen Versorgung der ländlichen Gebiete ein. Im Jahr 1978 strebte er anstelle einer Wiederwahl einen Sitz im US-Senat an, den er auch gewann.
Zwischen 1979 und 1994 vertrat David Boren seinen Bundesstaat im Kongress. Er war Mitglied mehrerer Senatsausschüsse und leitete den Geheimdienstausschuss. An der Entstehung des National Security Education Act im Jahr 1992 war Boren maßgeblich beteiligt.
Boren war insbesondere 1993 für das Scheitern einer breit gefassten Energiesteuer-Initiative der Regierung von Bill Clinton verantwortlich.

## Weiterer Lebenslauf
Nach seinem Rücktritt als Senator im November 1994 wurde Boren mit mehreren politischen Ämtern in Verbindung gebracht. Letztlich wurde er als Nachfolger von Richard L. Van Horn Präsident der University of Oklahoma. Er erhielt Aufsichtsrat-Posten bei Texas Instruments und der Muttergesellschaft von American Airways. 2017 wurde er in die American Academy of Arts and Sciences gewählt.
Zusammen mit seiner Frau Molly Shi hat Boren zwei Kinder. Ihr Sohn Dan vertrat von 2005 bis 2013 den Staat Oklahoma im US-Repräsentantenhaus.

## Einzelnachweis
1. ↑  David Boren, former Oklahoma governor, US senator, OU president, dies at 83. In: newson6.com. 20. Februar 2025, abgerufen am 20. Februar 2025.